# Mathematische Gesellschaft in Hamburg
Die Mathematische Gesellschaft in Hamburg ist ein Verein in Hamburg. 1690 wurde die Vorläuferorganisation Kunstrechnungsliebende Societät gegründet. und ist damit eine der ältesten noch bestehenden wissenschaftlichen Gesellschaften. Ziel der Gesellschaft ist die Förderung und Belebung der Befassung mit der reinen und angewandten Mathematik.

## Geschichte
Damals bestand die Gesellschaft hauptsächlich als Interessengemeinschaft von Lehrern und Buchhaltern (Schreib- und Rechenmeister) und die Mitglieder mussten einen Aufnahmetest bestehen und eine Probearbeit abliefern. Sie wurde von den Rechenmeistern Heinrich Meissner (1643–1716, Lehrer an der St. Jacobi Schule) und Valentin Heins (1637–1704) gegründet, die beide auch Rechenbücher veröffentlichten: Meissner den Stern und Kern der Algebra (1692) und Heins das Tyrocinium Mercatorio-Arithmeticum, ein kaufmännisches Rechenbuch, das damals ein Bestseller war und bis 1805 aufgelegt wurde.
Von Anfang an waren auch Ausländer in der Gesellschaft, vor allem Niederländer, Dänen und Schleswig-Holsteiner. Im 19. Jahrhundert, als sie  Gesellschaft zur Verbreitung der mathematischen Wissenschaften hieß, kamen Ingenieure, die Mitglieder der Sternwarte und der Navigationsschulen hinzu. Ab 1819 gab die Gesellschaft ein Handbuch der Schifffahrtskunde heraus (herausgegeben zuerst von Reinhard Woltman und dann von Ch. Carl Rümker) und ab 1847 ein Numerisches Hilfsbuch für Techniker. Eine führende Rolle spielte in der zweiten Hälfte des 19. Jahrhunderts Hermann Schubert.
Nach dem Ersten  Weltkrieg kamen die Mathematiker der neu gegründeten Universität hinzu, die mit Mathematikern wie Wilhelm Blaschke, Erich Hecke, Emil Artin hohes internationales Ansehen genoss (und ebenso deren Abhandlungen aus dem mathematischen Seminar der Universität Hamburg). Die Bibliothek mit rund 60.000 Bänden im Gebäude der Patriotischen Gesellschaft und der größte Teil des Archivs wurde bei den Bombenangriffen 1943 zerstört. In den 1950er Jahren wurde die Gesellschaft unter Leitung von Werner Burau wieder aufgebaut.
Die Gesellschaft hat eine eigene, seit 1872 erscheinende Zeitschrift Mitteilungen der Mathematischen Gesellschaft in Hamburg. Nach dem Zweiten Weltkrieg erschienen sie wieder seit 1959.
Das Emblem der Gesellschaft ist ein Janus-Gesicht mit der Inschrift Antiqua emendo substituoque nova (Altes verbessern und durch Neues ersetzen).

## Mitglieder
In Paul Halckes Deliciæ Mathematicæ von 1719 findet sich am Anfang unter Consignatio eine Liste der frühen Mitglieder, die zum Teil auch heute noch bekannt sind. Charakteristisch sind die attributiven Übernamen, die die Mitglieder der Gesellschaft annahmen:
- Philipp Jacob Oswald, Wien, † 1703 – Der Öffnende
- Johann Georg von Göritz, Wien † 1723 – Der Glänzende
- Theobald Schottel, Wien † 1720 – Der Schirmende
- Paul Halcke, Buxtehude † 1731 – Der Haltende
- Hinrich Meißner, Hamburg † 1716 – Der Mehrende
- Valentin Heins, Hamburg † 1704 - Der Hoffende
- Johann Jacob Zimmermann, Rotterdam † 1693 – Der Zierende
- Johann Balthasar Remer, Braunschweig † 1718 – Der Reichende
- Michael Scharff, Hamburg † 1703 – Der Schärffende
- Peter Andreas Grahn, Moskau † 1710 – Der Grünende
- Johann Halcke, Utersen † 1735 – Der Harrende
- Johann Böckmann, Celle † 1712 – Der Blühende
- Hans Grimm, Gottenburg † 1692 – Der Gründende
- Peter Tidemann, Lübeck † 1719 – Der Tragende
- Hinrich Cords, Lübeck † 1707 – Der Continuirende
- Cord Danxst, Kopenhagen † 1717 – Der Denckende
- Ludwig Johann Rust, Zelle † 1719 – Der Rüstende
- Barthold Henrich Witte, Hamburg † 1712 – Der Wehrende
- Michael Hönecke, Hamburg † 1707 – Der Hebende
- Andreas Georgius Schütze, Stockholm † 1718 – Der Schützende
- Johann Henning Böhlke, Goßlar † 1708 – Der Bringende
- Hinrich Honemann, Clausthal – Der Höhende
- Christophorus Schliffel, Hamburg † 1708 – Der Schlichtende
- Johann Gude – Der Gebende
- Eberhard Eberus, Hamburg † 1701 – Der Ebende
- Johann Christian Ferber, Hamburg † 1723 – Der Forschende
- Dieterich Beyenburg, Aalburg † 1734 – Der Bessernde
- Jürgen Riege, Hamburg † 1717 – Der Reiffende
- Dieterich Peter Hinnerking, Hamburg † 1714 – Der Häuffende
- Wilhelm Benedict, Breslau † 1705 – Der Bahnende
- Johann Leonhard Grafe, Nürnberg † 1729 – Der Geflissene
- Johann Georg Meckenheuser, Quedlinburg † 1727 – Der Märkende
- Christian Partite, Lübeck † 1749 – Der Prüfende
- Johann Göttsche, Itzehoe † 1731 – Der Gönnende
- Joachim Michael Brandt, Flensburg † 1740 – Der Bauende
- Johann Hinrich Wohlgemuth, Hamburg † 1720
- Georg Reßler, Breslau † 1738 – Der Reitzende
- Adam Friedrich Müller, Mühlhausen † 1718 – Der Mässende
- Gottfried Faber, Breslau – Der Folgende
- Georg Hinrich Paricius, Regensburg † 1725 – Der Practicirende
- Georg Ruhmbaum, Breslau † 1735 – Der Rathende
- Johann Hermann Westerkamp, Osnabrück † 1747 – Der Wachende
- Nicolaus Rohlfs (auch: Rohloffs), Buxtehude † 1750 – Der Ringende
- Johann Andressen, Horst – Der Arbeitende
- Johann Christian Ferber (Junior), Husum † 1719 – Der Findende
- Rudolph Carstens, Hamburg † 1750 – Der Confirmirende
- Hinrich Matthias Wohlgemuth, Zelle † 1732 – Der Wirckende
- Behrend Andreas Wodarch, Hamburg † 1743 – Der Wohlmeinende
- Hans Jacob Seehusen, Hamburg † 1731 – Der Säende